# 6 Pułk Dragonów (Imperium Rosyjskie)
6 pułk dragonów (ros. 6-й драгунский Глуховский Императрицы Екатерины Великой полк) – oddział kawalerii okresu Imperium Rosyjskiego.

## Charakterystyka
Pułk sformowany został w 1783. Stacjonował między innymi w m. Ostrołęka.

 W przededniu I wojny światowej pułk etatowo posiadał sześć szwadronów. W stanie bojowym liczył około  850 żołnierzy. Choć zachowywał historyczną nazwę dragonów, nie miało to już związku z jego taktyką działania.

Pułk rozformowany został w 1918.

## Podporządkowanie
Lipiec 1914:
- 15 Korpus Armijny – Warszawa[5]
  - 6 Dywizja Kawalerii – Ciechanów
    - 1 Brygada Kawalerii – Łomża
      - 6 pułk dragonów – Ostrołęka